# Santippe
Santippe (in greco antico: Ξανθίππη?, Xanthíppē; Atene, 440 a.C. circa – 360 a.C. circa) è stata una donna dell'antica Atene, nota per essere stata la moglie del filosofo Socrate e per il suo presunto carattere irascibile e polemico, tanto da rendere il suo nome un'antonomasia per "moglie bisbetica".

## Biografia
Non abbiamo alcuna testimonianza diretta della vita di Santippe, e gli episodi tramandati indirettamente su di lei riguardano per lo più il suo proverbiale carattere.
Tuttavia, sappiamo che sposò Socrate nel 415 a.C. circa, quando questi aveva circa 55 anni e lei 25, dal momento che il loro ultimo figlio, Messeneno, nacque quando il filosofo aveva già circa 70 anni. Dal matrimonio di Socrate e Santippe nacquero tre figli maschi: Lamprocle, Sofronisco (chiamato come il nonno paterno) e Menesseno, tutti giovani che secondo Aristotele non erano all'altezza del padre.
Un altro elemento biografico che gli storici sono stati in grado di ricavare è che Santippe doveva provenire da una famiglia prestigiosa: non solo il suo nome contiene l'elemento Hippos (il nome Santippe è composto dagli elementi "Sant", dal greco ξανθός, xanthos, ovvero "biondo, fulvo"; e "Ippe", dal greco ἵππος, hippos, ovvero "cavallo"), tipico dei nomi della nobiltà, ma il suo primogenito non venne chiamato "Sofronisco", come il padre di Socrate. Dal momento che la tradizione ateniese imponeva di dare al primogenito il nome del nonno più illustre, è allora probabile che "Lamprocle" fosse il nome del padre di Santippe, e che occupasse quindi un posto di rilievo ad Atene.

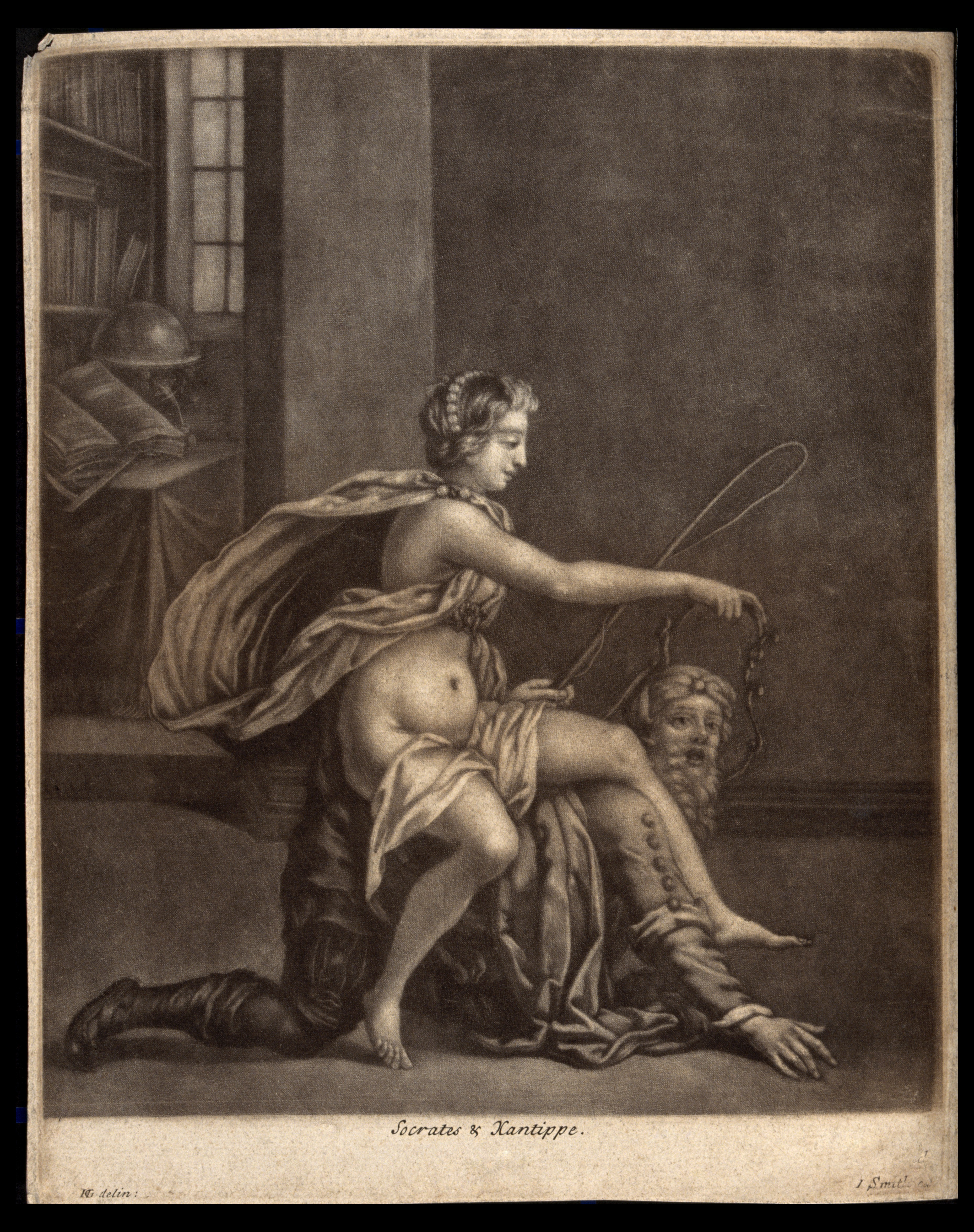
Santippe umilia il marito Socrate sedendo sulla sua schiena, con in mano guinzaglio e frusta

## Carattere

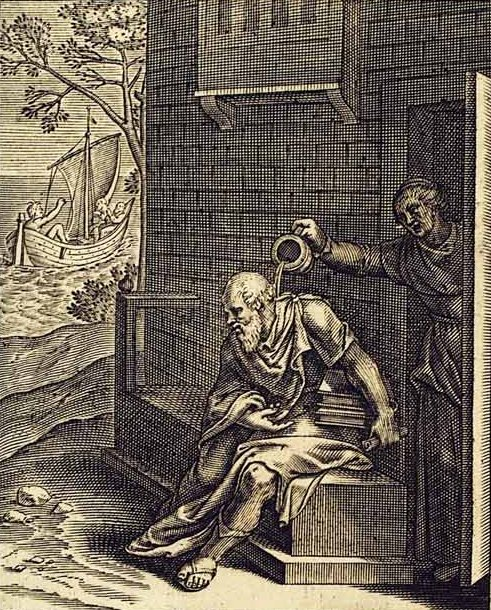
Incisione di Otto van Veen raffigurante l'episodio in cui Santippe versa il vaso da notte pieno di urina in testa a Socrate.

Il presunto carattere di Santippe, bisbetico e polemico, viene desunto da alcune opere più o meno tarde che così la descrivono.
Tuttavia, opere più antiche, come il Fedone di Platone o i Memorabilia di Senofonte, la presentano invece come una moglie devota e una madre amorevole, che godeva dell'affetto e soprattutto dell'assoluto rispetto del marito, uomo molto pacifico e anticonformista per l'epoca.

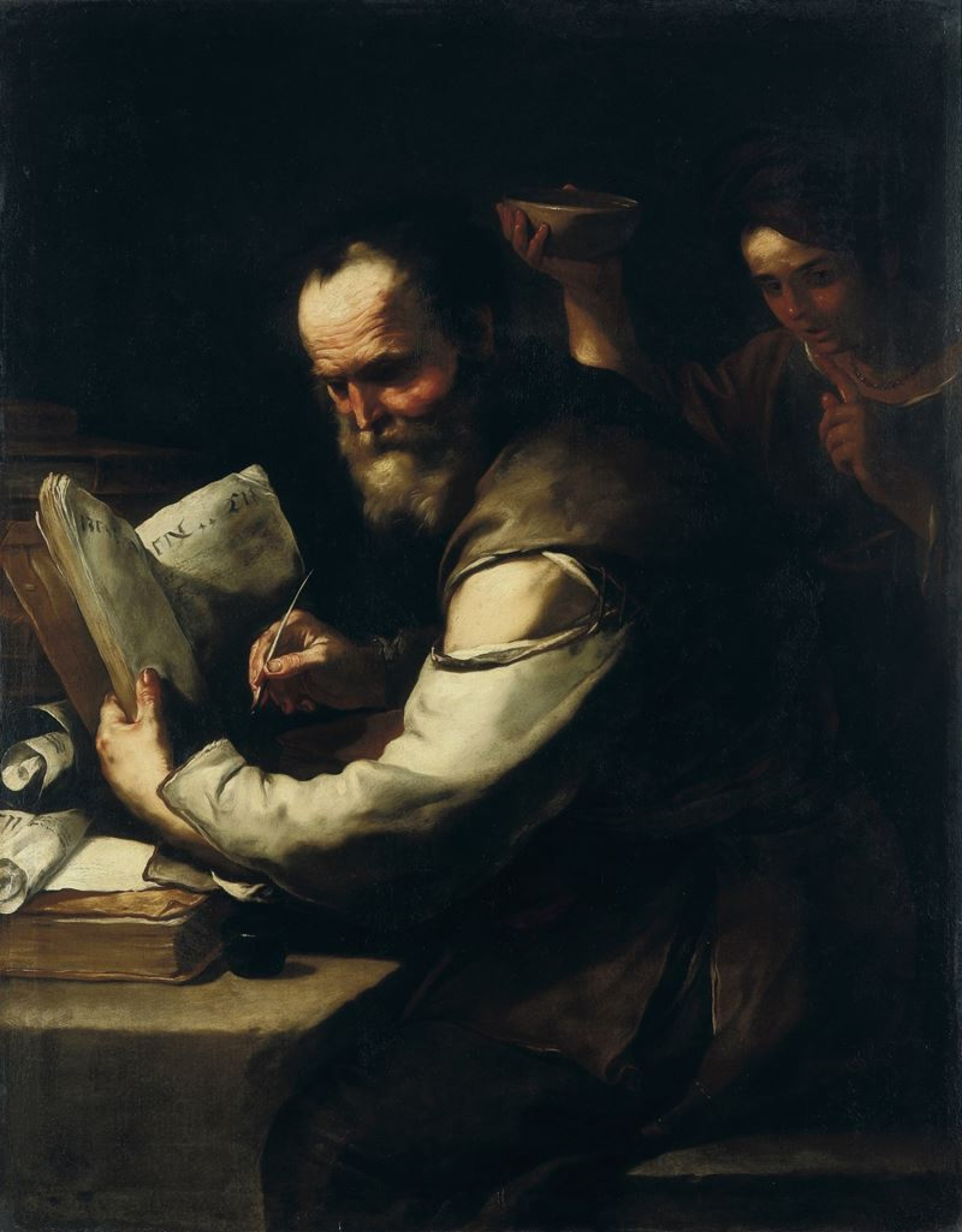
Luca Giordano, Santippe versa il vaso

È solo nel Simposio di Senofonte che il personaggio di Socrate la descrive come "la donna con cui fra tutte è più difficile andare d'accordo", anche se aggiunge subito che il suo carattere lo ha attratto più della sua bellezza.
Questo episodio venne ripreso in seguito da altri autori, come Antistene, che chiede: "Perché, Socrate, non educhi Santippe ma resti con una donna che è più fastidiosa di tutte quelle che sono state, che sono e che saranno?";  Eliano (secondo cui in un'occasione Santippe lanciò a terra un dolce inviato al marito da Alcibiade) e Diogene Laerzio, fino a cementificare una determinata visione del personaggio, in cui si va a inserire anche l'aneddoto secondo cui, durante una lite, Santippe versò in testa al marito una brocca d'acqua o addirittura il contenuto di un vaso da notte, gesto al cui Socrate, impassibile, rispose "Non è forse vero che al tuono segue la pioggia?".

## Presunta bigamia
Secondo Diogene Laerzio, che cita un presunto testo di Aristotele (Sulla buona nascita) come fonte, Santippe non sarebbe stata l'unica moglie di Socrate, che sposò secondo il diritto comune o tenne in concubinato anche una certa Myrto. Secondo la Vita di Socrate di Aristosseno, che dice di basarsi su fonti dirette che avrebbero conosciuto personalmente il filosofo, Myrto sarebbe addirittura stata la moglie legittima, e Santippe l'amante, il cui figlio venne poi legittimato. Secondo questa versione quindi, Santippe sarebbe stata la madre solo di Lamprocle, mentre gli altri due sarebbero stati figli di Myrto. Plutarco, tuttavia, mette in dubbio tale storia, così come che la fonte di Diogene fosse davvero uno scritto autentico di Aristotele, e dice che Myrto era semplicemente una vedova indigente che Socrate aiutò accogliendola in casa, senza che ciò implicasse alcun matrimonio o rapporto carnale. Dal momento che né Platone né Senofonte citano mai Myrto né in generale una seconda moglie di nessun tipo, la storia ebbe poco credito anche nell'antichità, tanto che già Panezio scrisse una confutazione della cosa.

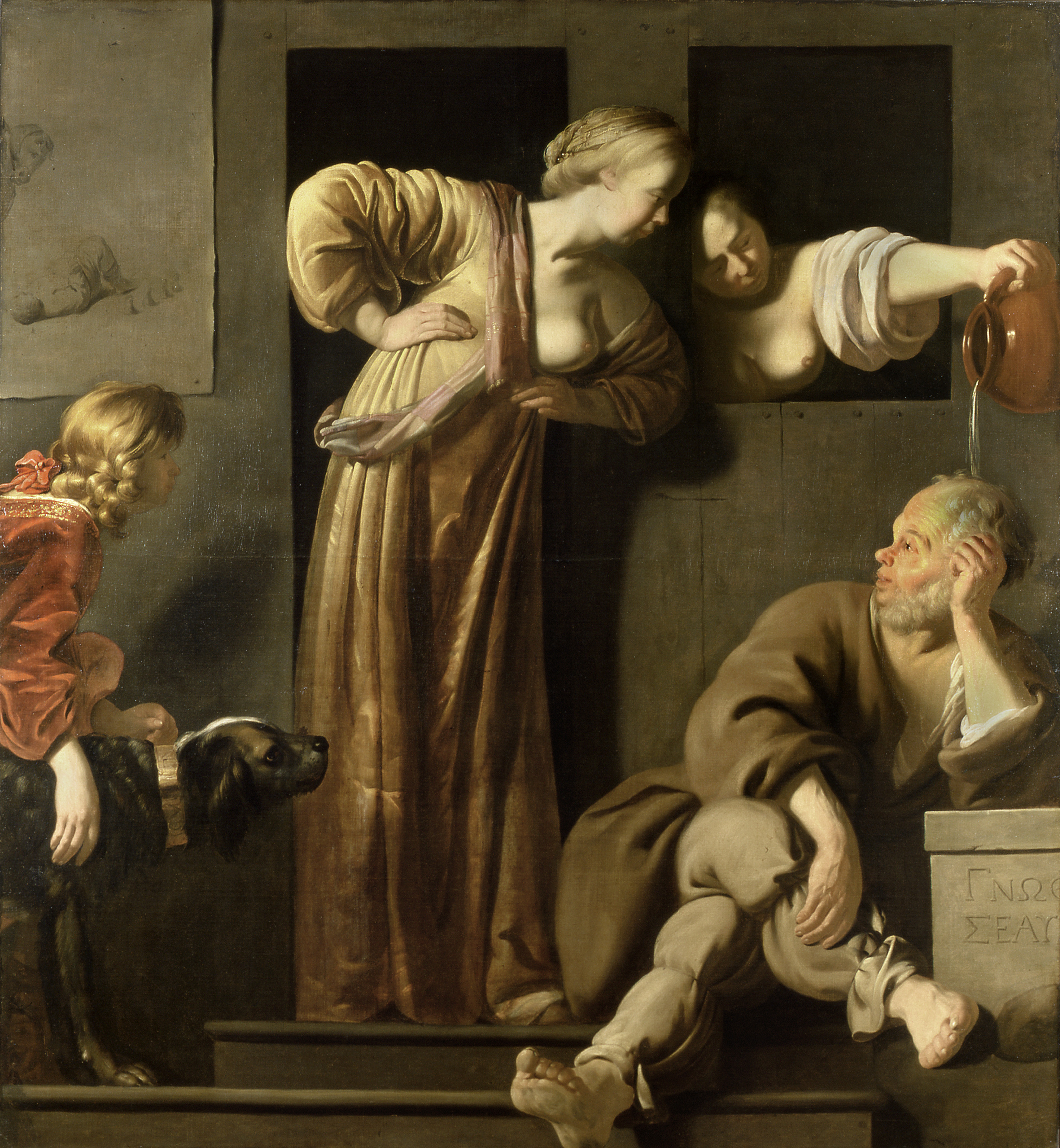
Socrate, le sue due mogli e Alcibiade, di Reyer van Blommendael

Ciononostante, esiste un quadro ispirato a questo presunto matrimonio bigamo: Socrate, le sue due mogli e Alcibiade, opera di Reyer van Blommendael.  

## Riferimenti culturali
- Ne La bisbetica domata di William Shakespeare, Atto 1 scena 2, Petruccio descrive Caterina come "la Santippe di Socrate, o peggio".
- Henry Fielding, nel suo Tom Jones, paragona a Santippe il personaggio della Sig.ra Partridge[22].
- La poetessa inglese di epoca vittoriana Amy Levy ha scritto un monologo drammatico intitolato "Santippe".
- Edgar Allan Poe cita Santippe (sebbene scritto, presumibile di proposito, come Zantippe) nella sua poesia An Acrostic.
- Frank Osbaldistone, narratore del Rob Roy di Walter Scott cita Santippe nel Libro II, cap. VII.
- Santippe viene citata nel cap. IX dell'Ulisse di James Joyce.
- Nel suo saggio "The Case for Xanthippe" (1960), Robert Graves insinua che lo stereotipo di Santippe come bisbetica criticona è emblematico di un'antica lotta tra mascolinità (razionalità, filosofia) e femminilità (intuizione, poesia), e che l'ascesa della filosofia ai tempi di Socrate ha portato la razionalità e la ricerca scientifica a esercitare un irragionevole dominio sulla vita e sulla cultura umana.
- Santippe viene citata in uno dei Racconti di Canterbury di Geoffrey Chaucer.
- L'asteroide 156 Santippe è stato chiamato così in suo onore.
- Nel 1995, P. Naskrecki e R.K. Colwell scoprirono una tipologia di acari dei fiori che nominarono Xanthippe.
- Nel 1910 Wilfred Hudson Osgood descrisse una specie di toporagno africano che nominò Crocidura Xantippe, il cui nome comune è "toporagno di Santippe".

## Nella cultura di massa
- Nella serie di libri per bambini Un detective in toga di Henry Winterfeld, uno dei personaggi è soprannominato "Santippo", dal momento che condivide il carattere della donna.
- Santippe compare brevemente nel videogioco Assassin's Creed: Odyssey (2018), in cui Socrate dice di apprezzare la sua natura polemica.
- Uno dei personaggi della serie TV Unbreakable Kimmy Schmidt si chiama Xanthippe Voorhees.